# 프리제미스와프 긴트로스키
프리제미스와프 긴트로스키(폴란드어: Przemysław Gintrowski, 1951년 12월 21일 ~ 2012년 10월 20일)는 폴란드의 작곡가 겸 음악가이다.